# 墨西哥国旗
墨西哥合众国国旗中的绿色象征独立和希望，白色象征和平与宗教信仰，红色象征国家的统一。中间是国徽图案一只叼着蛇的雄鹰立在仙人掌上，源自关于阿茲特克的神話。

## 设计
| 顏色標準     | 綠      | 白          | 紅        |
| ------------ | ------- | ----------- | --------- |
| Pantone      | 3425    |             | 186       |
| 網頁顏色標準 | #006341 | #FFFFFF     | #C8102E   |
| RGB          | 0-99-65 | 255-255-255 | 200-16-42 |

## 歷代國旗
- 1821年－1823年
- 1823年－1864年
- 1864年－1867
- 1867年－1893年
- 1893年－1916年
- 1916年－1934年
- 1934年－1968年
- 1968年-

### 其他旗帜
- 总统旗帜
- 国旗（非正式）
- 墨西哥第一帝国旗帜
- 墨西哥第一帝国其他旗帜
- 墨西哥帝国首相旗帜
- 墨西哥总统最高司令官旗
- 墨西哥海军舰艏旗
- 墨西哥国旗（反面）

## 大國旗法令

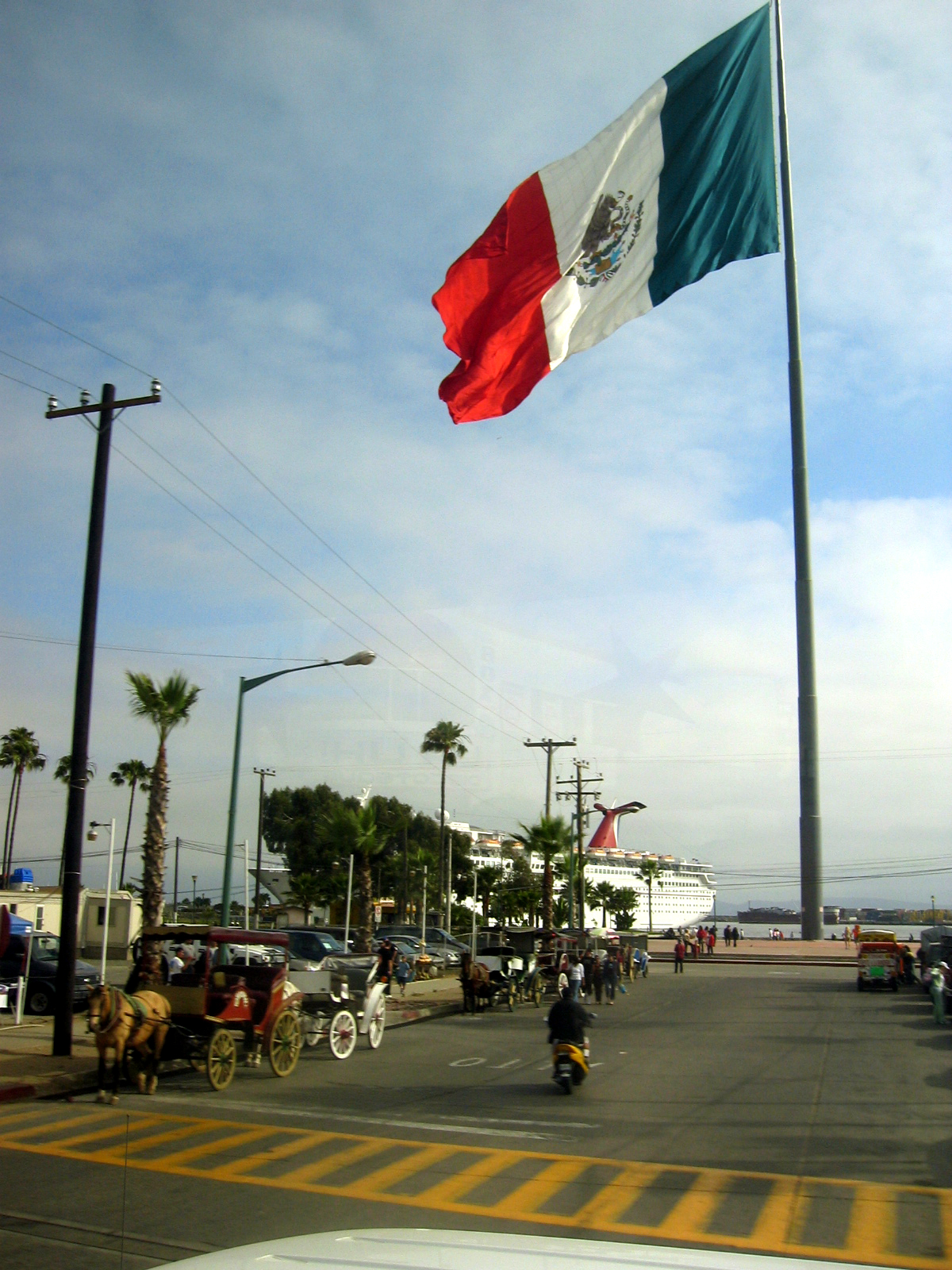
恩森那達大國旗

總統埃內斯托·柴迪洛在1999年頒佈法令，在全國推廣使用國旗，並在主要城市竪立長14.3公尺，闊25公尺，竪立在50公尺高旗桿上的大國旗，這些城市包括墨西哥城、蒂華納等。後來各州政府也在恩森那達、奇瓦瓦等地竪立大國旗。
最大的國旗於2005年在蒙特瑞竪立，大約是其他大國旗的兩倍，旗桿高100公尺，長50公尺闊28.6公尺，重230公斤，海拔775公尺。
墨西哥國民也喜歡以國旗作裝飾布置，或者作為衣服設計的圖案。

## 傳說典故
阿茲特克人，從八世紀中葉開始便向墨西哥谷地遷移。他們的部落神是戰神威濟波羅奇特利。戰神母親原有四百個兒子和一個女兒。丈夫去世後，她和兒女們一起生活。一天，她在一塊聖地上撿到一個晶瑩剔透的小玉球，隨即將它揣在懷裏，沒想到她竟因此感應而懷孕。兒女們得知後十分氣惱，準備在嬰兒出生時將其殺死。母親為此非常擔心。不料，有一天嬰兒在她腹中大喊：“不要害怕！”後來，嬰兒一落地，便搭弓射箭，將準備殺死他的哥哥姐姐們打得大敗。他就是戰神威濟波羅奇特利。後來，戰神對阿茲特克人說，你們不要再到處流浪了，應該找一個理想的地方定居下來，如果你們發現有一隻鷹站在仙人掌上吸食一條蛇，那個地方就是適合你們定居的處所。阿茲特克人遵照這一啟示，走遍四方，尋找他們定居的地方。他們終於在特斯科科湖西岸一個生長著許多仙人掌的地方看到了一隻雄鷹立在仙人掌上吸食一條蛇的情景，於是便在這裏定居下來，並建立了自己的都城——墨西哥城。墨西哥建國時就根據這一傳說確定了自己的國徽和國旗。